# ラルート戦争
ラルート戦争は、1861年7月に始まり、1874年のパンコール条約の締結で終結した断続的な市民戦争の総称。ペラ州（英国占領下のペラ王国、英語：Perak）の錫（すず）の採掘現場の支配をめぐり、地元の華人有力者が組織した複数の秘密結社が争ったのが発端で、後にペラ州の次期スルタンの候補であったラジャ・アブドゥラとラルート（現在のペラ州タイピン市）の領主であったンガ・イブラヒムの利権がらみの対立が加わり、大規模な市民戦争に発展した。

## 歴史的背景
19 世紀（マレーシア独立前）のペラ州は、マレー半島最大の錫（すず）の産出地域であったが、採掘現場の主な労働力はマレー人ではなく、中国から移住してきていた華人資本家と華人労働者（苦力、クーリー）であった。現地の王族の封建社会の下、華人の有力者が組織する複数の「秘密結社」が華人労働者の支配と管理を担っていた。
ラルート（現在のペラ州タイピン市）は 1840 年代以降、同地域最大の錫の産出地での一つであったが、1860-70 年代に鉱区の所有権や採掘権をめぐって複数の華人組織が衝突し始めた。そして、当初は内政干渉に消極的であった海峡植民地政府（英国）も1874年には戦乱の平定に関与せざるおえなくなった。。

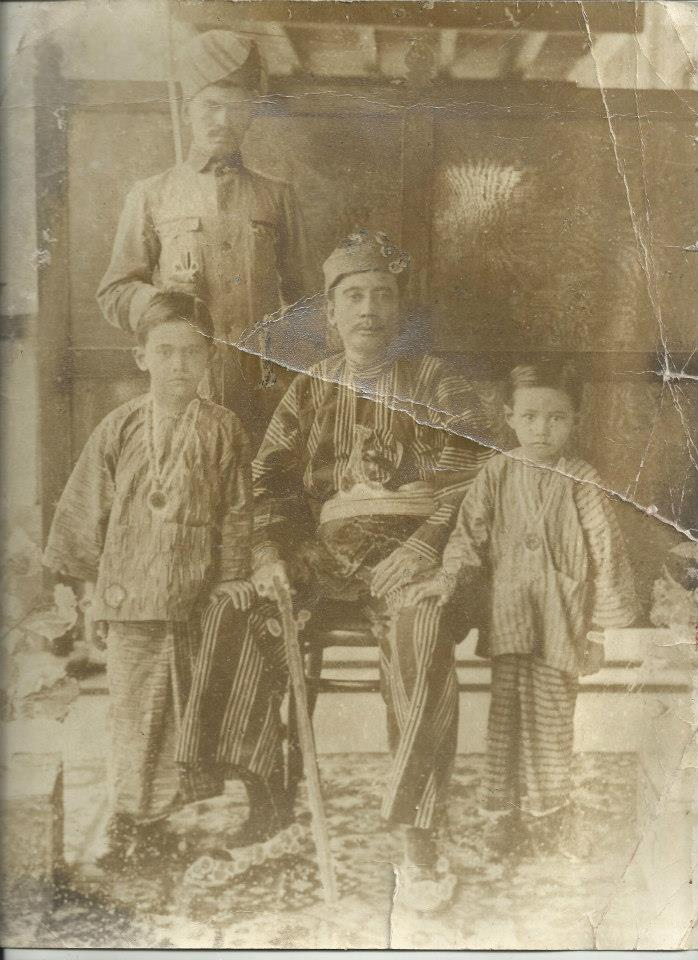
錫の産地ラルート地区の利権を手に入れたイブラヒムの権限はペラのスルタンと同等と言っても過言ではなく、彼はペラでも有数の大富豪であった。

ペラ州に君臨していたスルタンによる封建社会の配下には複数の領主が自らが開拓してきた区域を統治していたが、ラルート地区は、錫の鉱脈が見つかる時代まで開拓されていなかった。ここに私財を投じて華人を統治しながら村興しを進めた現地出身の領主、ロング・ジャファー（英語：Long Ja'far）は、スルタンからラルートの領有権を認められ、1850年11月にラルート地区を統治する全権を与えられていた。この権限はスルタンの権限に匹敵する独立した権限であり、ロング・ジャファーの死後も子孫に継承された。そして1956年の11月には当時20歳代の若き息子、ンガ・イブラヒム（英・マレー語：Ngah Ibrahim）に正式に継承された。
当時の最高権力者であったスルタンは、ラルート州がペラ地域最大の錫の産地になるとは考えていなかったと思われる。若き地方領主ンガ・イブラヒムには願ってもない利権が与えられたのだが、その後ラルート地区で発生する華人社会の血みどろの戦争に巻き込まれることになった。
紛争から戦乱へ拡大したペラ州とラルート地区の内政について、海峡植民地政府の本拠地である大英帝国の女王陛下は、ペラ州などの独立した州ごとの王国をネイティブ・ステーツ（英：Native States）と称して取引を進め、女王の許可なく各州の内政に干渉することは禁じられていた。

## 華人の秘密結社

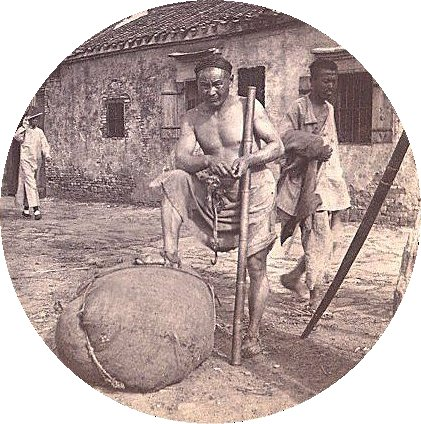
1900年頃の中国の苦力（クーリー）

戦争当時のラルートの統治者と所有権の上層は海峡植民地政府やペラ州のスルタン、とマレー人の地域領主であったが、日々の経済活動においては大勢の華人が重要な役割を果たしていた。彼らは海外からマレー半島に流入して来た移民で、母国の郷土文化に基づく派閥の統制下で働いていた。そしてこれらの派閥は苦力などの鉱夫の出身地をもとにまとめられ、武力を持った強固な地域連合を形成していた。
華人特有の同郷意識と結社が生む結束力は強固であり、複数の敵対する村の間の小さな揉め事が発端でも、やがては華人部族間の抗争や暴動、そして州レベルの内戦に発展する火種を含んでいた。ラルートの騒乱の真相を追うならば、華人秘密結社の主な対立軸を検証すればわかりやすい。それは、義興（ぎーひん、英：Ghee Hin、中：義興公司）に属する結社と、海山（はいさん、英：Hai San、中：海山公司）と大伯公（とうぺいこう、英：Toa-Peh-Kong）組織に属する結社の対立である。
義興は主に広東人で、互いの血を飲み交わして結束の誓いを立てた。新しく入会する者は、組織の命令があれば結婚式でも葬式でも喧嘩でも駆けつけ、放火、強盗、殺人の罪人であっても、それを助けて逃がすことを誓わされた。1867年、ペナンには義興メンバーが2万5千人おり、住民の5分の1を占めていた。

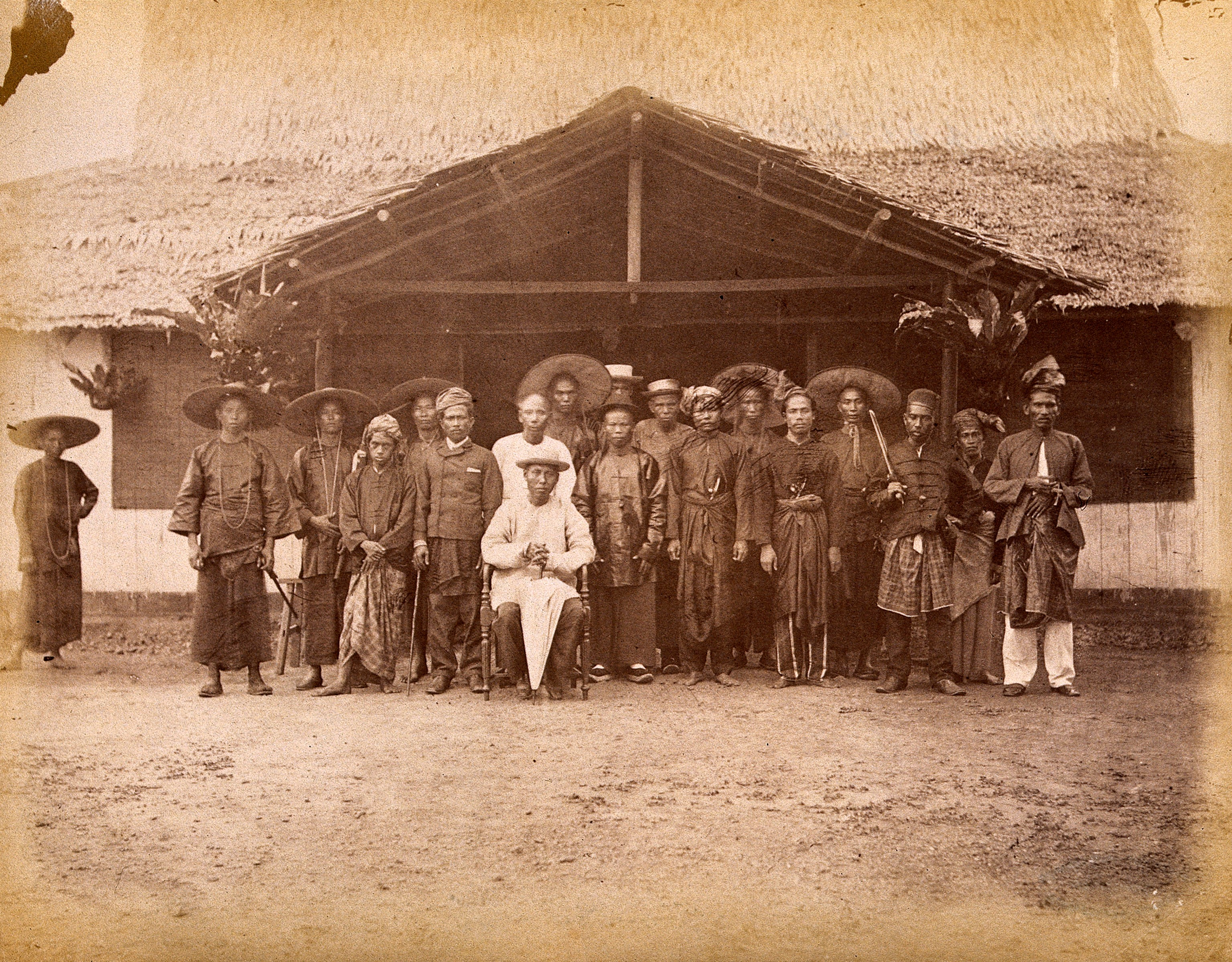
当時の秘密結社であった海山公司の幹部の集合写真。中央の白い衣装の人物はマレー人の領主や英国の官吏と意思疎通をしていたCaptain Chinaの初号を持つ首領的存在であった。

海山は、ペナンで1799年に結成され、中心メンバーは恵州の客家人や順徳・番禺などの広府人だった。勢力はマラヤ全域とシンガポールにまで及んだ。19世紀にはマレー半島のスルタンや王侯が海山公司を引き込んで戦わせ、敵側は義興公司に助けを求めるという対立構造があった。このため、海山公司の軍事力は無視できない存在だったし、海山と義興は常に敵対関係に置かれる運命にあった。
大伯公は1840年ごろにペナンの福建人によって作られた比較的新しい組織で、会員は5千人ほどであった。ペナンのビーチ通りの裕福な商人や武器弾薬の製造・販売者が多かった。ら大伯公は創設当初か義興と敵対していた。しかし、ラルート戦争の資料において大伯公という派閥の関わりはほとんど記載が無い。よって、これ以降の記事も義興と海山の２つの派閥の動きを追っている。
尚、この記事では義興公司を「義興」、海山公司を「海山」と表記する。

## 第1次ラルート戦争（1861年–1862年）

現在のペラ州の地図中央から少し左上のP60の位置がTaipin（以前のラルート地区）である。その中の北部が Kamunting。さらには北東の圏外には大きなペナン島がある。ラルートの南西の沿岸に隣接している青色の小さな島がパンコール島。

第1次戦争は1861年7月、鉱山への水路管理をめぐる争いが激化したもので、海山派が義興派をクリアン・バル（ Klian Baharu、現在のタイピン市の北部で、現在の Kamunting地区）という採掘現場から追放したことで勃発した。ペラ州のスルタンやラルート地区の領主ンガ・イブラヒムはこの騒乱をうまく平定できず、義興派の代表が植民地政府に訴えている。このため、当時の海峡植民地総督オーファー・キャヴナ（英：Orfeur Cavenagh ）が紛争当事者間の交渉を促し、最終責任を追及されたンガ・イブラヒムがペラ州スルタンの名代として義興派への弁償1万7,447ドルを支払われている。

## 第2次ラルート戦争（1865年）
第2次戦争は1865年6月に発生した。義興派と海山派の間で賭博をめぐる口論が発端で、海山派が義興派のメンバー14人を拘束した上で13人を殺害。逃げ延びた1人から暴挙を知った義興派が報復として海山派の村を焼き払い、40人を殺害した。戦いは拡大し、ペナン島とその対岸にまで及び、他の秘密結社も加勢したが、双方疲弊し和解した。その後、調査委員会が設置され、両結社に各5,000ドルの罰金が科され、首領らは追放された。
1870年頃には、ラルート地区に約4万人の客家人と客家以外の広東人鉱夫が集まり、海山と義興の両派の鉱山は接近していた。この距離の近さが次の戦争の原因となった。

## 第3次ラルート戦争（1871年–1872年）
1871年、義興派の指導者と、海山派の首領鄭景貴（チョン・キン・クイ、英：Chung Keng Quee）の親類との不倫疑惑が取り沙汰され、2名が海山公司に捕らえられ拷問の末、廃坑に投げ込まれ溺死する事件に発展した。この復讐として義興派は中国本土から傭兵4,000人をペナン経由で呼び寄せて海山派を攻撃。海山派はラルートから追放され、1万人が本拠地であるペナンへ避難した。
1872年の10月下旬に海山派は戦隊を整備して複数のジャンク船でラルートの義興派に奇襲攻撃をしかけた。義興派の中心メンバーが首領の選抜中であったこともあり、海山の突然の奇襲に対応できず、百人以上が重軽傷を負い、総勢2000人の海山派メンバーがペナンに撤退。義興派の女性が捕えられ、一部は自害したが、一部はマレーの領主達や海山派の幹部に連れて行かれる事態となった。こうして海山派はラルートの領主であったンガ・イブラヒムの支援を得て1873年にマタンとラルートの鉱山を奪還した。
この頃、ペラ王位をめぐる争いでは、ラジャ・アブドゥラ（不在中にスルタン・イスマイルが即位）がンガ・イブラヒムと海山派に敵対し、鉱夫の争いはペラのマレー首長を巻き込む内戦に発展した。
| マレー主権者       | タイトル     | 支援組織 | 英語名称 |
| ------------------ | ------------ | -------- | -------- |
| ラジャ・アブドゥラ | ペラ地方皇族 | 義興公司 | Ghee-Hin |
| ンガ・イブラヒム   | ラルート領主 | 海山公司 | Hai San  |

## 第4次ラルート戦争とパンコール条約（1873年–1874年）

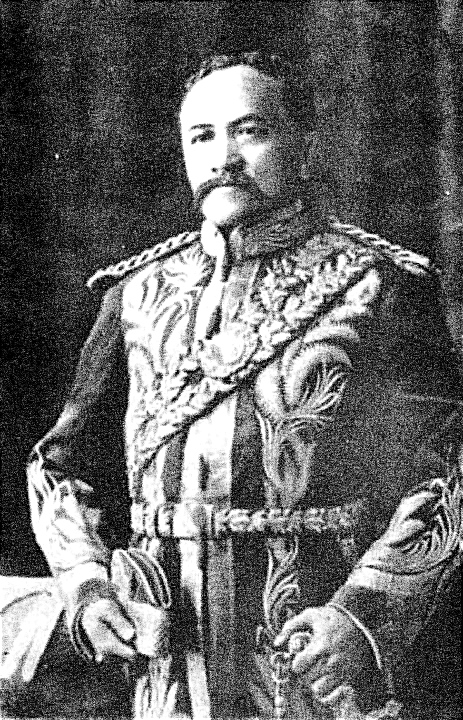
植民地政府にペラ州を委ねる決断をしたラジャ・アブドゥラ。写真はスルタンに君臨した時期のもの。

1873年に海山派がラルートを奪還した数週間後、義興派はラジャ・アブドゥラの支援を受け、シンガポールと中国から武器と人員を集めて反攻した。ンガ・イブラヒムが所有するマタン地区（英：Matan、現在のタイピン市の北西の村）の財産が破壊され、地元のマレー人住民も犠牲となった。戦火はクリアン、パンコール、ディンディンに拡大。混乱に危機感を抱いたペナンの中国商人はイギリスの介入を要請した。このとき約4万人の中国人鉱夫が戦争に関わったとされる。
ペラ州は長引く王位継承問題で秩序を維持できず、ラルートを取り巻く内戦と混乱はマレー人、中国人、イギリスの商業活動を含む全ての関係者にとって不都合だった。
この時期に、ラジャ・アブドゥラはシンガポールの海峡植民政府に通じた豪商の陳金鐘（タン・キム・チン、英：Tan Kim Ching）に助力を求めている。もとより義興派を支援していた陳金鐘は、あるイギリス商人と共に海峡植民地の総督を交代したばかりのアンドリュー・クラーク（英語版）宛に手紙を起草し、自らをスルタンに推挙いただくとともにペラ州に英国人の駐在監督官を受け入れ、海峡植民地政府の保護・監督下に置きたい旨を記した 。
また、1872年9月26日には、海山派の鄭景貴を含む中国人指導者45名が署名した請願書が提出された。
治安回復の必要性が、マレー半島へのイギリスの本格介入の大義名分となり、1874年、アンドリュー・クラーク総督がパンコール島に停泊した蒸気船上で個別交渉を行い、ラルートの領主であるンガ・イブラヒムの利権を最小限確保しながら、ラジャ・アブドゥラをスルタンを正式に擁立し、対立していたペラのスルタン（イスマイル）を排除した。この時のラルートでの損害の賠償は同地区の領主で富豪であったンガ・イブラヒムが負担することが合意されている。

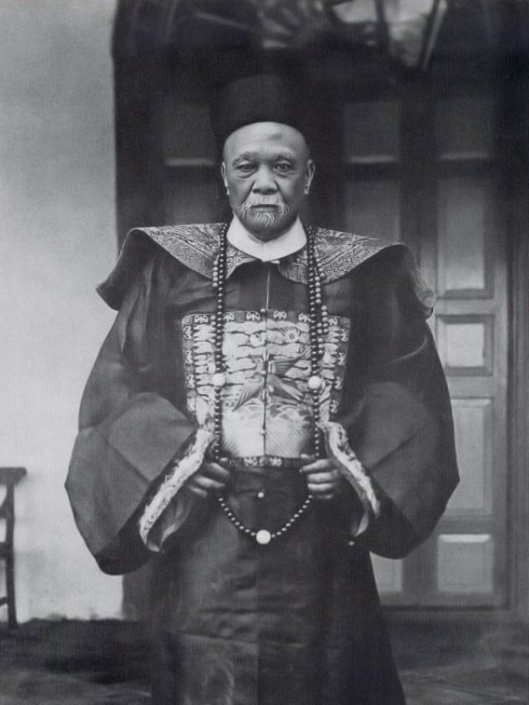
海山公司の首領であった鄭景貴

1874年1月20日、パンコール条約が調印され、華人社会の争乱の解決と王位継承問題の収束、そしてイギリス人駐在官制度（レジデント）の導入が決定した。調印と同時に、英国の植民地管理の熟練経験者であるとリストラム・スピーディ（英：Tristram Speedy）がラルートの英国人補佐官として任命された。
海山派の鄭景貴と義興派の陳亞炎（チン・ア・ヤム、英：Chin Ah Yam）の両名は海峡植民地政府からカピタン・チナ（華人の首領、マレー語：Kapitan Cina、英語：Captain China）の称号を授与され、ラルートは「太平（平和、タイピン）」と改名された。3日後、鄭景貴は調停委員会の一員に任命され、スティーブン・ダンロップ大尉、フランク・スウェッテンハム、ウィリアム・A・ピカリングらと共に鉱山問題の平和的解決を目指した。委員会はクリアン・パウ（現在のタイピン市の中央東）の鉱区を海山派に、カムンティン（英：Kamunting）の鉱山を義興派に割り当てている。
和解がきっかけで中国の何仙姑を祭る「何仙姑廟」が建立されている。この廟はラルート戦争後の華人社会の和平と広東州からの移民同士の調和をもたらす寺院とされた。当時の鉱夫の多くが「何仙姑」信仰の中心地の出身であったことが背景にある。

## ラルート戦争後の歴史
パンコール条約は、ペラ地域の動乱を完全に終結させた条約とはならなかった。
新任の英国のレジデント（駐在官）であるジェームズ・W・W・バーチが任命されたが、バーチのペラ地方への働きかけは現地の領主達の反感を買い、1875年、バーチがペラ王室の後宮から逃亡した奴隷の保護に関与したため、ペラの皇族で宗教指導者のレラ・パンダク・ラム（別名ダト・マハラジャ・レラ）の手配によりで暗殺されている。
レラは、奴隷制度を復活させて経済利権を守るため、あるいはペラの独立を回復させるために暗殺を画策したとされ、後者は現代マレーシアの国民主義者がよく支持する説である。
結果として起きたペラ戦争（1875年–1876年）では英国軍が現地の反乱軍を制圧、レラを処刑し、ラジャ・アブドゥラとンガ・イブラヒムは暗殺共謀の容疑でセーシェル諸島へ追放される。イギリスは1877年にユスフ・シャリフディン・ムザファル・シャーをペラ摂政に任命し、1886年に正式にスルタンに据えている。